# 卡斯塔涅德
卡斯塔涅德（法語：Castagnède，法語發音：[kastaɲɛd]）是法国大西洋比利牛斯省的一个市镇，属于波城区。

## 地理
卡斯塔涅德（43°27'15"N, 0°59'39"W）面积8.33 平方千米，位于法国新阿基坦大区大西洋比利牛斯省，该省份为法国东南部省份，涵盖了贝阿恩与北巴斯克，西临大西洋比斯開灣，北至朗德省，东北接热尔省，东临上比利牛斯省，南与西班牙接壤。
与卡斯塔涅德接壤的市镇（或旧市镇、城区）包括：欧特里沃、卡雷斯-卡萨贝、埃斯科斯、奥拉斯、萨利斯德贝阿恩。

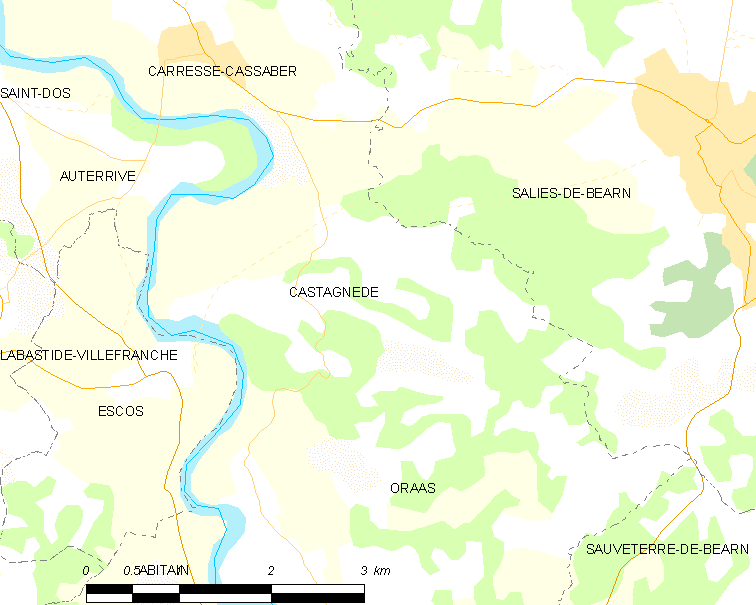
卡斯塔涅德的OSM定位图

卡斯塔涅德的时区为UTC+01:00、UTC+02:00（夏令时）。

## 行政
卡斯塔涅德的邮政编码为64270，INSEE市镇编码为64170。

## 政治
卡斯塔涅德所属的省级选区为奥尔泰兹-激流与盐之地县。

## 人口

1962-2008年间卡斯塔涅德人口变化图示

卡斯塔涅德于2022年1月1日时的人口数量为200人。